# HISASHI
HISASHI（ヒサシ、1972年2月2日 - ）は、日本のミュージシャン、タレント、YouTuber。ロックバンド・GLAYのギタリスト。本名は外村 尚（とのむら ひさし）。愛称はトノ。血液型はO型。身長168cm。体重53kg。既婚。
青森県弘前市出身で、1981年以降は北海道函館市で育つ。函館市立日吉が丘小学校、函館市立北中学校、北海道函館稜北高等学校卒業。Radio Carolineのウエノコウジ、THE MAD CAPSULE MARKETSのMOTOKATSU、TERUと組んだバンド「rally」のギターとリーダーも務める。
2012年、期間限定企画として、ボーカルにTAKAHIRO（EXILE)、ドラムに宮上元克、ベースにTOKIEを迎えたロックバンド「ACE OF SPADES」のギターとリーダーを担当。

## 経歴

### 誕生 - 小学校時代（1972年 - 1984年3月）
家族は両親と一歳年上の兄が1人。HISASHIが母のお腹にいるときに医者が「（性別は）女の子」と伝えたため、親は「みどり」と名づける心積もりでいたという。幼い頃からゲームやメカが好きで、ラジカセなどを分解していた。自宅には、外科医であった父のオーディオルームがあった。両親からは立ち入りを禁止されていたが、こっそり入っては重厚なオーディオ機器に好奇心を刺激され興味を掻き立てられた。また、音楽との距離を縮め、現在までの基盤になった一因であるという。
出生は青森県弘前市だが、2歳で七戸町に、4歳でむつ市に移り住む。小学校4年生の頃、父の仕事の関係で、むつ市から北海道函館市に引っ越す。

### 中学時代（1984年4月 - 1987年3月）
ラジオでエアチェックしたロックミュージックに魅了され、音楽に没頭し、中学2年生の頃には、通販でギターを購入（初心者セットのストラトキャスターモデルと言われている）。音楽雑誌を友人に借りては読み、函館の店に置いていなかったレコードは兄に頼んで札幌まで買いにいってもらっていたこともある。バンドに興味を持ったきっかけは、兄やその友達に影響されている面がある。
中学在学中に父が病気のため他界した。

### 北海道函館稜北高等学校時代（1987年4月 - 1990年3月）
積極的にメンバーを集め、「蟻」というパンクバンドを組んだが1年で解散。
高校2年生の頃に、同じ高校に通っていたGLAYのリーダーであるTAKUROと出会い、ツインギターの相棒を探していることを知り興味を持ち、GLAYに加入。卒業後は、家族と共に上京した。
実は、当時の先生から「バンドは無理だ」と言われたらしいが、本人は受け入れず続けた。ちなみに、TAKURO曰く「高校3年間でノートを1冊しか使わなかった」という。不良生徒ではあったが体格が小柄であったため、TAKUROは「何かあっても勝てる」と踏んでHISASHIに接触したとのこと。

### 上京 - インディーズ時代（1990年4月 - 1994年5月24日）
- コンビニやパン屋などのアルバイトを転々としながらGLAYの活動を続ける[4]。
- 1991年には、ベーシストが不在になり、短期間ながらベースを担当した。ライブで被っていた魔女帽がトレードマークであった。

### メジャーデビュー後（1994年5月25日以降）
1994年
- 5月25日、「RAIN」でメジャーデビュー。

1998年
- 5月18日“pure soul”TOUR '98 北海道厚生年金会館での公演中に脚を骨折。それにより以後5会場が延期になるものの、骨折部分にボルトを入れ、5月30日の大阪厚生年金会館からツアーに復帰する（ツアー終了後、入院）。この出来事をホテルメランコリー（別冊カドカワ内）というエッセイで語っているほか、「毒ロック」の歌詞にも含ませている。

1999年
- 同郷の一般人女性と結婚。
- 12月16日メンバープロデュース・ファンクラブ限定ライブの一環として、HISASHIプロデュース「RESONANCE Vol.1」を新宿CODEで行う。このライブで、VJ TEAM"e-メール"と初共演した（その後、GLAY ARENA TOUR 2000「HEAVY GAUGE」、GLAY DOME TOUR 2001-2002「ONE LOVE」でも共演）。なお、このライブには20歳以上限定という年齢制限があった。

2001年
- 愛用している「binary」とのコラボレーショングッズ、「HISASHI VS binary WネームTシャツ」をファンクラブ限定で発売。

2005年
- 8月26日、DJを務めるラジオ番組の放送100回を記念して、『FM-FUJI CYBER NET CITY FULL METAL MIX 100回記念スペシャル』を富士急ハイランド園内サテライト・スタジオLAGOONで行う。
- 11月20日、新木場STUDIOCOASTで行われたcandystripperの10周年記念イベントの音楽・DJを担当。ギター演奏も披露する。
- 12月、rally名義でBUCK-TICK20周年記念のトリビュートアルバムに参加。

2009年
- 1月、MUSIC ON! TVにてレギュラープログラム『RX-72 〜HISASHI (GLAY) VS 茂木淳一〜』がスタート。
- 4月17日、デビュー15周年を記念して行われるメンバープロデュースライブの中のひとつとして、HISASHIプロデュース『GLAY THE GREAT VACATION -extra- RESONANCE Vol.2』をディファ有明で行う。また、このライブはYahoo!動画にて生配信された。
- 7月、デザイナーの片山勇のドキュメンタリー映画『イサム・カタヤマ=アルチザナル・ライフ』が公開。映画全編のサウンドトラックをTAKUROとタッグを組み「AUDIO 2 AUDIO」名義で担当した（AUDIO 2 AUDIOの音源はCD化されていない）。

2011年
- 映画『EXILE PRIDE』のサウンドトラックをAUDIO 2 AUDIOとして担当。
- 5月、飯野賢治、元FIELD OF VIEWの浅岡雄也らと直接スタジオに入らず、音楽ファイルのやりとりだけでレコーディングするバンド『NORWAY』を結成。ギターを担当[5][6]。

2012年
- 7月1日、「EXILE TRIBE LIVE TOUR 2012 〜TOWER OF WISH〜」最終公演・札幌ドームにて、期間限定企画として、ボーカルにTAKAHIRO、ドラムに宮上元克、ベースにTOKIEを加えたロックバンド「ACE OF SPADES」を結成。ギター兼リーダーを担当した。

2013年
- 9月14日、千葉県袖ケ浦海浜公園で開催される氣志團主催の野外イベント「氣志團万博2013 〜房総爆音梁山泊〜」のhideのステージに参加[7]。

## 影響
初めて買ったレコードはザ・ファンクスの入場テーマであるクリエイションの「スピニング・トーホールド」である。好きなアルバムにはジャパニーズ・ハードコアのオムニバス『GREAT PUNK HITS』や、『THE PUNX』をあげている。また、好きなアーティストはTHE WILLARD、LAUGHIN' NOSE、有頂天などのインディーズ御三家やANTHEMなどのジャパニーズ・メタル、AUTO-MODとのこと。
自身の音楽傾向について、彼は
| 「 | 社会的な背景とかではなく、スキャンダラスで危険な雰囲気があって、ぱっと見派手で、メロディラインがメロディアスでポップっていうと、もう夢中になりますよね。UKパンクも好きだったんですけど。 | 」 |

と語っている。
文化面では、サンライズや宝島などのサブカルからの影響が強いとのことである。
- ピッキングハーモニクスをよく好んで使用する。

## 使用ギター

### Tokai

Tokai Talbo (red)

TALBOは長年愛用しているギターで、1999年、2001年、そして2004年に行われたGLAY EXPOでは、「TALBO自慢コンテスト」を開催している。
- Tokai TALBO PLATINUM BLACK

'97年頃から、最も多く使われているTALBO。3本所有している。黒を基調としているが、ボディは濃い紫色となっている。1997年当初は通常のPLATINUM BLACK仕様だったが、翌年ペグ、ストリングセイバー、ブリッジ、ノブに至るまで真っ黒に変更された。通称「黒タルボ」。中には光線銃を内蔵したものもあり、「ビリビリクラッシュメン」のソロで披露するのが定番になっている。
ボディはアルミニウム製。ネックはメイプルネックでローズ指板、22F 648mm ロングスケールで、1997年当初はTokaiロゴが入っていたが、翌年になってロゴなしに変更。ピックアップはフロントがFernandes SUSTAINER、センターがBill Lawrence L-250、リアがDiMarzio PAF Pro。ペグはGotoh Mugnum-lock。ナットはSchaller ロック式。
- Tokai TALBO LFO JET SPEEDER

青のクリアボディTALBO。ネックのポジションマークにLEDが埋め込まれていて光る仕様になっているのと、ボディーにある[LFO JET SPEEDER]のロゴとHISASHIの同じ柄のタトゥーのペイントがあるのが特徴。その他にも様々なスイッチやステッカーが後付けで加えられたギター。
- Tokai TALBO CLEAR
- Tokai TALBO PLATINUM BLUE
- Tokai TALBO CRYSTAL
- Tokai TALBO ALL CRYSTAL

ボディーから指板やネック、ヘッドに至るまで、全て透明のアクリルクリアで施されたTALBO。アルバム「ONE LOVE」のジャケットなどで姿を確認できる。
- Tokai TALBO CRYSTAL BLUE

ボディが青く透けたアクリルのTALBO。'99年のドームツアー「GLAY DOME TOUR pure soul '99」でメインで使用。
- Tokai TALBO 40th ANV Emerald Blue Complete

上記の’99使用機をベースに、タルボ生誕の40周年を記念して製作された。かつてブルーアクリルは日本国内で生産していたが、現在はオーダーのみの生産のため入手困難。専用開発されたピックアップが搭載されている。24FまでLEDが装着されネックが光るタイプもある。
2024年6月8日-9日のベルーナドーム公演から使用。
- Tokai TALBO TARBOSAURUS

何本か存在しており、#001は’99 GLAY EXPOで初登場。当時はサンバースト塗装だった。現在は、黒のオールラッカー塗装にレリック加工、黒のトレモロブロックに変更され、ボディにBLACK MONEYのステッカーが貼られている。
- Tokai TALBO SABI
- Tokai 仔TALBO
- Tokai TALBO evoke / EVOLVE

2012年頃から使用。ブリッジにフロイド・ローズ・トレモロ(FRT)システムを搭載した、上記のPLATINUM BLACKの進化系。製作当時、24フレームのタルボは存在しなかったため、後から23F,24Fを付け足した。FRTシステムにより、激しいトレモロアーム操作をしてもチューニングが狂わないというメリットがあり、ライブでは欠かせない戦力だと語っている。
ボディの基本カラーはどちらも黒だがHISASHIは「茄子の色」だと評している。evokeは赤よりで、EVOLVEは青よりの色とのこと。
- Tokai TALBO Armored FRT-Sustainer HISASHI CUSTOM Hand Engraved

2014年頃登場。evoke,EVOLVEと同様に24F仕様、フロイド・ローズ・トレモロでありライブでは「黒く塗れ!」などでの使用頻度が高い。YouTube動画の「もってけ!セーラー服 ver.hisashi」でも使用。現在は、ピックガードがハーフミラーに変更され、ボディー全面にゼマイティスの様な手彫り彫金加工が施している。
上記のArmored、evoke、EVOLVEの3機は「FRT 3兄弟」と称されており、2012年以降はタルボの中ではメインとして使用している。

### ZEMAITIS

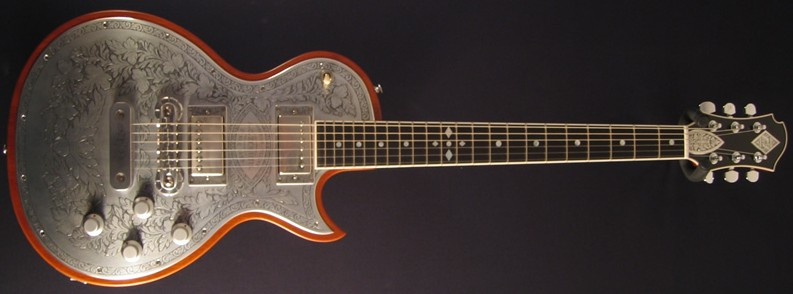
Zemaitis Metal Top

2002年頃から使い始めた。非常に高額なギターブランドであり、中には1,000万円もの値がつくものもある。
- ZEMAITIS '94 METAL FRONT

2002年以降のHISASHIのメインギター。「My Buddy」と呼ぶほどの愛器。完全オーダーメイドで、複雑な彫刻を施したアルミ・プレートがボディ・トップに貼られている。ブリッジやテールピースも一つ一つアルミの削り出しによって作られた、ハンドメイド・ギターである。ハイ寄りの出力に特徴があり、ボディの鳴りをメタルプレートが押し付ける感じがダイレクトに伝わるという。ホンジュラス・マホガニー製ボディで、ネックもマホガニー。24F 635mm スケール。HISASHI曰く「ギブソンのSGよりな音がするのでGLAYのバンドアンサブルに上手く馴染みやすい」とのこと。
HISASHI自身インタビューで
「いつも100%の自分でステージに上がりたいけど、“100”じゃダメ。“120”くらいじゃないと覚醒が起こらない。その“20”をZEMAITISに託してる。そのくらい信頼のおけるギターになった」
と語っている。
荒井貿易の創業者である荒井史郎がオーダーしたものを中古で購入しており、RX-72第5回目放送では、テイルピースには「前の持ち主の名前が入っていた」と語っていた。現在ではジュエリーショップ『PUERTA DEL SOL』のオーナーに新たに自分の名前を彫ってもらったテイルピースを作ってもらい、それを使用している。ちなみに、神田商会から発売している、いわゆる[KANDA ZEMAITIS]の黒ボディーのMETAL  FRONTも所有しており、自身のYouTubeチャンネルで弾いている姿が確認出来る。
2025年4月14日に「ぽかぽか」に出演した際、価値は約600万円と査定された。
- ZEMAITIS SHELL FRONT

上記と同様のハンドメイド・ギターで、ボディ・トップ一面にシェル（白蝶貝）が敷き詰められている。手に入れた当初は、トラスロッド・カバーが無かったが、後で取り付けられたという。ボディ、ネックは同様のマホガニー。ボディの面積が上記のメタルフロントよりも若干広く、HISASHI曰く「レスポールスタンダード寄りな音がする。」
- ZEMAITIS INLAY FRONT

ブラックカラーのギター。HISASHI曰く「コイルタップした音が素晴らしい。」

### Zodiac Works
- Zodiac HISASHI Signature Model "X Bone - Justice"

Zodiac WorksがHISASHI監修のもとで作成したオリジナルギター。ホワイトモデルがG-DIRECTにて2012年7月28日から2012年8月31日までの期間限定で一般販売された。2013年3月16日より再発売されている。
上記のZEMAITISをベースに作られているが、より低価格な廉価版として製作された。
- Zodiac HISASHI Signature Model "X Bone - Guilty"

同上のGuiltyバージョンでブラックモデル。G-DIRECTにて2013年2月23日から期間限定で一般販売された。
- Zodiac HISASHI Signature Model "X Bone - Blacken"

サンバーストカラー。
ボディはメイプルトップ/コリーナバック、ネックはコリーナ、指板はローズウッド。最近、g'7 guitarsにより、ボディーにエイジド加工が施されている。
- Zodiac ⅩⅢ (Thirteen is My Lucky Number)

布袋寅泰のDARKSTARを元に作られた。カーボンファイバーで覆われている。「13」の由来はHISASHIの好きな数字であるため。
- Zodiac ZPG クリスタライズ

元THE MAD CAPSULE MARKETSのギタリスト石垣 愛のメインギターの1つで、石垣自身が音楽業界を引退しギターを手放すことを決めたため、譲り受けた。手放すギターのうち、最後の1本であったという。ボディーとヘッドのカラーは共に銀ラメでステージ映えするギターである。

### GTZ
ZodiacWorks代表のギター職人・松崎淳、ZEMAITISオーナーズクラブの会長・三ツ井忠、ギタートレーダーズの鷲田直樹とのコラボレーションにより発足したギターブランド。非公式ながら、トニー・ゼマイティス本人にも認められたほどのクオリティ。
- GTZ Heart&Soul

三ツ井忠がトニー・ゼマイティスに直々オーダーした「Heart&Soul」から製作されたギター。
2004年の「GLAY ARENA TOUR 2004 "THE FRUSTRATED -extreme-"」ツアーから使用。EXILEとのコラボ曲「SCREAM」や氷室京介とのコラボ曲「ANSWER」のMVでも使用されている。
- GTZ Cross Bone 6's

ZEMAITISのテイストとレスポールの持ち味を融合させたモデルだという。「GLAY STADIUM LIVE 2012 THE SUITE ROOM in OSAKA NAGAI STADIUM」などで使用された。

### Journeyman
- Journeyman ST-MRG-BL 7/8 #015

`18 ACE OF SPEEDSを改造したギター
通常のストラトキャスターを7/8に縮小したサイズになっている。24フレット仕様。
ピックアップはGibsonの57’classicと57'classic plusのHHレイアウトであったが、2017年にSSHレイアウトへ改造、ピックアップも交換されている。ピックガードやネック等も交換されており、改造前の姿は「生きてく強さ」や「SOUL LOVE」「BELOVED」のPV等で確認出来る。
- Journeyman HSS-02

ボディの表面が石のような質感に仕上げられている。
セイモア・ダンカンのピックアップを搭載している。
- Journeyman -THINLINE TELE-

テレキャスター仕様。主にレコーディングで使用される。セミホロー構造でボディ内部は空洞。

### Gibson

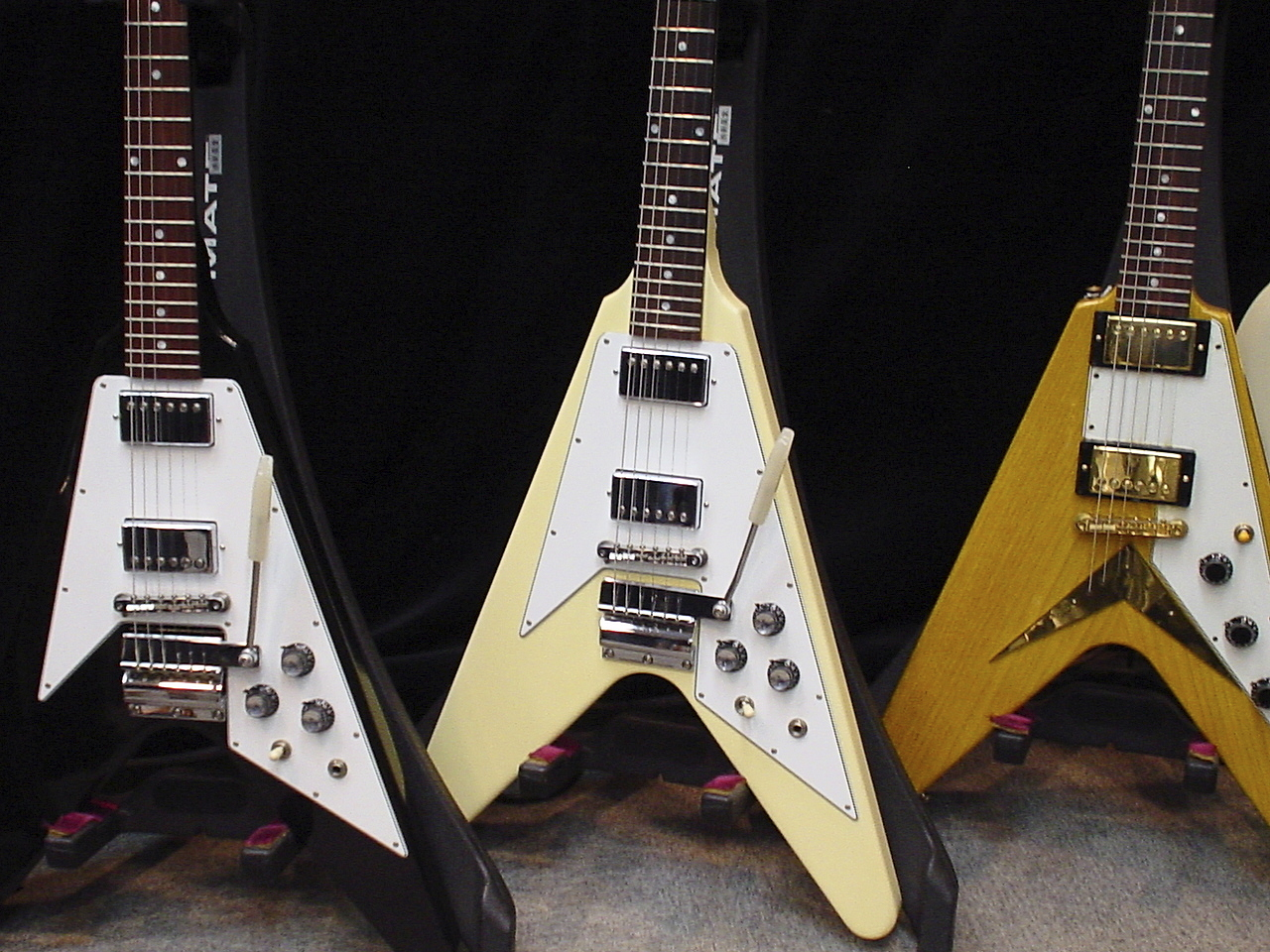
Gibson Flying V

- Gibson Flying V

コリーナ素材の木目ボディの機体と、ブラックカラーのボディの機体の2種類。
'99年頃まではコリーナの'82年製のものをTALBOと並んでメインギターの1つとして使っていたが、『pure soul』ホールツアーにてネックが折れて以来、その後のライブでも2回も折れてしまった為、以降あまり使われなくなった。
2013年7月のGLORIOUS MILLION DOLLAR NIGHT Vol.1にて再登場した。
90年代に使われていたのは、1958年代のモノのリイシュー(再生産)モデルであり、2023年には1958年製の本物のコリーナ製フライングVを入手し、早速ライブで使ったと、[HISASHI TV]で語られた。本人曰く、「本物を弾いて懐かしいと感じたわけだから、リイシューの再現がいかに高いかを思い知らされた」と語っている。以降のライブでは多用している。
ブラックカラーボディの機体は、'99年の東京ドームのライブでボディ全体の発光とネックからレーザービームを発する仕様に改造され、パッヘルベルのカノンをギターソロにアレンジして披露された。しかしHISASHI本人はブラックカラーの方はあまり好きではないと語っていて、'99年以降は使用していない。
- Gibson Les Paul Custom '69年製

2023年に約500万円で購入したことを[HISASHI TV]で発表。カラーはブラック。
アニメ『ぼっち・ざ・ろっく!』で主人公が使用していたため、影響を受けて購入し、[HISASHI TV]で同アニメのOP主題歌『青春コンプレックス』を演奏している。レスポール・カスタムの購入は初めてだったとのこと。
重量はZEMAITISよりは重いが、レスポールとしては軽め。
- Gibson SG Special '64年製

デビュー直後にロサンゼルスに行った際に購入。

### Fender
- Fender Stratocaster '54年製

ニューヨークでJaguar、Les Paulと共に購入したヴィンテージ。サンバーストカラー。レコーディングで多用していて、「ひとひらの自由」のMVでも確認できる。演奏中に手が当たるため、ボリュームノブが外されている。
- Fender Jaguar '65年製

ニューヨークでStratocaster、Les Paulと共に購入。
- Fender Telecaster Custom '73年製

### Fernandes

hideとイエローハート(1997年の12月31日写真)

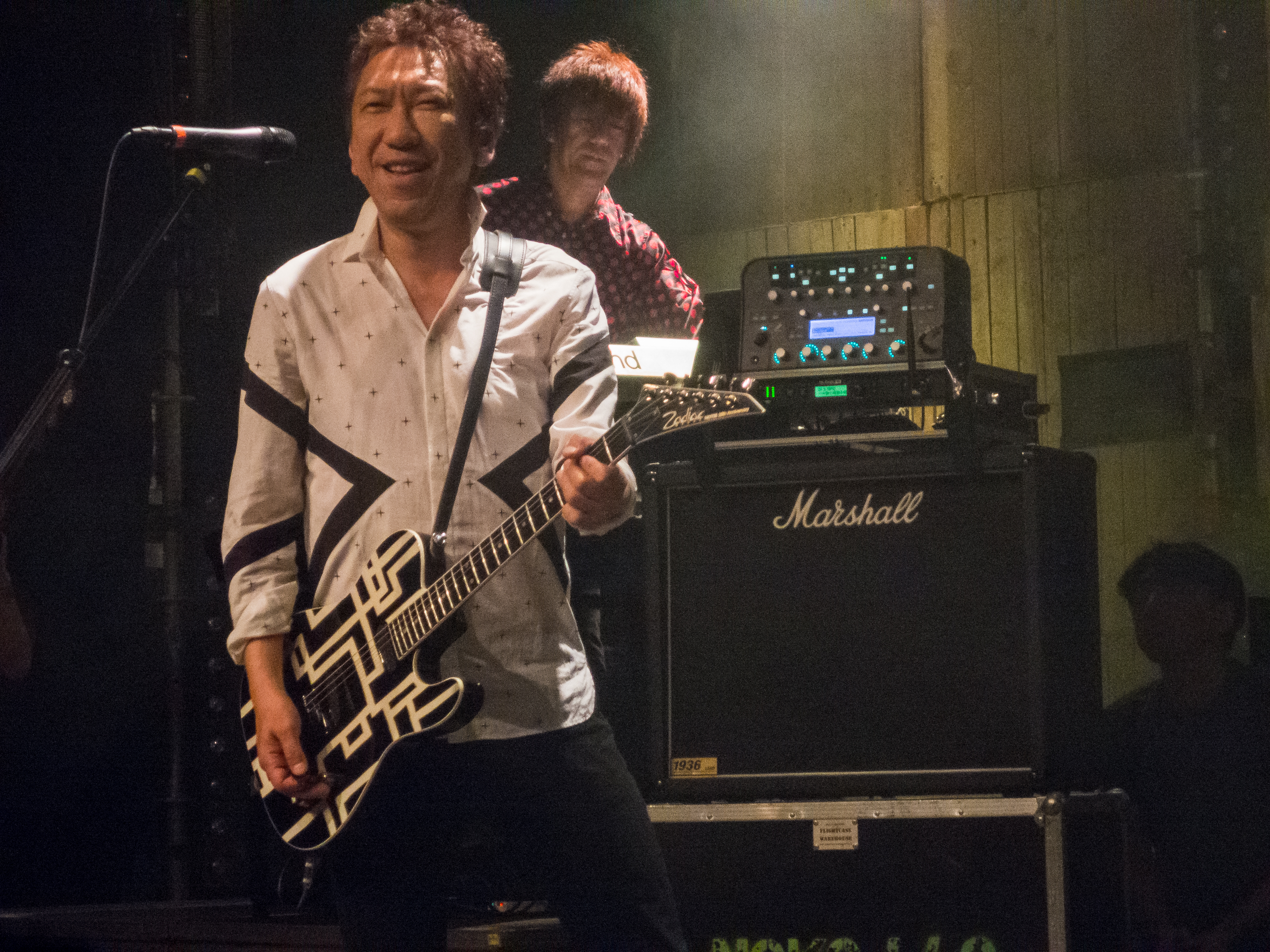
布袋寅泰とTE-HT Main(2017年写真)

- Fernandes APG-85

フロイドローズタイプトレモロとサスティナーを搭載し、ピックアップがSSH構成となっており、後のTALBOに繋がるきっかけとなった最重要ギターの一つ。
- Fernandes（Burny） Mockingbird Model (MG-X) "Yellow Heart"

hideが愛用したことで知られるギター。GLAY STADIUM LIVE 2012 THE SUITE ROOM in OSAKA NAGAI STADIUM 2 Daysで使用し、「ROCKET DIVE」をカバーし、その他の曲にも使われた。
- Fernandes TE-HT Main

布袋寅泰愛用のギター。GLAY STADIUM LIVE 2012 THE SUITE ROOM in OSAKA NAGAI STADIUM 2 Daysで使用し、「BAD FEELING」をカバー。2013年7月のGLORIOUS MILLION DOLLAR NIGHT Vol.1でも使用し、「BATTLE WITHOUT HONOR OR HUMANITY」をカバー。

### その他
- Ibanez RG1527

7弦ギター。2005年のrallyの結成時に使用された。ライブでは「coyote, colored darkness」を演奏する際に使用される。
- Roland G-707

本来はギターシンセサイザー用のMIDIギターであるが、HISASHIは改造して普通のギターとして弾いている。『ONE LOVE』収録曲「嫉妬」のPVなどで使用。ボディーは入手当時はシルバーだったが、現在は黒に塗り替えられており、フロントPUもサスティナーユニットに交換されている。
- STEINBERGER GM-7TA
- STEINBERGER GM-2S

ヘッドが存在しないので、チューニングを安定させたまま、アームアップ/ダウンが可能なギター。2ハムバッカー・レイアウト。
- Gretsch DUO JET
- Jerry Jones Electric Sitar

『HEAVY GAUGE』収録曲「Will Be King」用に購入したエレクトリックシタール。「Winter,again」のアコースティック・バージョンなどでも使用。
- G-Life DSG Life HISASHI CUSTOM

DAITAプロデュースのブランド「G-Life Guitars」によるギター。ピックアップ部分にサスティナーを搭載しているため、従来のG-Lifeシリーズのギターとはコントロール部のスイッチの配置が異なる。
- ヤマハ・MG-MIII

松本孝弘愛用のギター。2013年7月GLORIOUS MILLION DOLLAR NIGHT Vol.1で使用し、「＃1090 〜Thousand Dreams〜」をカバー。TAKUROが松本からもらったギターをレンタルした。
- EVO（イーボ） 0202Z

Talboの後継機として製作されたギター。
2012年の「GLAY HIGHCOMMUNICATIONS TOUR 2011-2012 "RED MOON & SILVER SUN"」ツアーから使用された。
- EVO 0202ZW WOOD TOP

同上のブルーバーストカラーのバージョン。4月22日の武道館公演から使用された。
東日本大震災の震災瓦礫を楽器に再生させるZERO-ONE瓦礫再生プロジェクトに本人が賛同し、同プロジェクトで製作させたギター。アルミボディに宮城県の震災瓦礫（木材）が貼られている。
- Vita Guitala's Occhio 022

松本貴幸氏が製作したHISASHIモデル。造形美に目を惹くギター。HISASHIの誕生石であるアメジストが搭載されている。
2015年に製作され、2015年5月31日の東京ドーム公演「20th Anniversary Final GLAY in TOKYO DOME 2015 Miracle Music Hunt Forever」で初披露された。
- g'7 Special  g7-HSS DAMNED MAESTRO

g'7 guitarsが制作したHISASHIのsignature model。JAZZ MASTERタイプで指板はハカランダ（ブラジリアンローズウッド）ボディーはスワンプアッシュ。ボディには、「X傷」を始めとしたデザイン性の高い独自のエイジド加工が施されており、ピックガードにもカラーリングを施している。ボディカラーは黒いトップカラーに青の下地が部分的に見える仕様になっている。超希少な木材を使用している事から、数量限定生産で発売された。
HISASHIはボディに「REDRUM」のステッカーを貼っている。『Only One,Only You』のMVで使用。

## HISASHIが作詞及び作曲をしたGLAYの楽曲
| 発売日         | タイトル                      | 作詞・作曲                       | 備考                                                                                             |
| 1995年11月8日  | Cynical                       | 作詞・作曲 HISASHI               | 7thシングル「生きてく強さ」カップリング ベストアルバム『rare collectives vol.2』収録             |
| 1996年11月11日 | neuromancer                   | 作詞・作曲 HISASHI               | 10thシングル「a Boy〜ずっと忘れない〜」カップリング ベストアルバム『rare collectives vol.2』収録 |
| 1998年4月29日  | アイ                          | 作詞・作曲 HISASHI               | 14thシングル「SOUL LOVE」カップリング ベストアルバム『rare collectives vol.2』収録               |
| 1998年11月25日 | 毒ロック                      | 作詞 HISASHI 作曲 TAKURO         | 15thシングル「BE WITH YOU」カップリング ベストアルバム『rare collectives vol.2』収録             |
| 2000年11月15日 | Surf Rider                    | 作詞・作曲 HISASHI               | 21stシングル「Missing You」カップリング ベストアルバム『rare collectives vol.2』収録             |
| 2001年11月28日 | Prize                         | 作詞・作曲 HISASHI               | 6thアルバム『ONE LOVE』収録                                                                      |
| 2001年11月28日 | 電気イルカ奇妙ナ嗜好          | 作詞・作曲 HISASHI               | 6thアルバム『ONE LOVE』収録                                                                      |
| 2002年7月24日  | GIANT STRONG FAUST SUPER STAR | 作詞・作曲 HISASHI               | 26thシングル「またここであいましょう」カップリング ベストアルバム『rare collectives vol.2』収録  |
| 2002年7月31日  | BROTHEL CREEPERS              | 作詞 HISASHI、TAKURO 作曲 TAKURO | 27thシングル「逢いたい気持ち」カップリング ベストアルバム『rare collectives vol.2』収録          |
| 2003年2月5日   | 17bars(instrumental)          | 作曲 HISASHI                     | ベストアルバム『rare collectives vol.2』収録                                                     |
| 2003年2月5日   | 17ans                         | 作詞・作曲 HISASHI               | ベストアルバム『rare collectives vol.2』収録                                                     |
| 2004年3月24日  | coyote, colored darkness      | 作詞・作曲 HISASHI               | 8thアルバム『THE FRUSTRATED』収録                                                                |
| 2007年1月31日  | WORLD'S END                   | 作詞・作曲 HISASHI               | 9thアルバム『LOVE IS BEAUTIFUL』収録                                                             |
| 2009年3月4日   | chronos(instrumental)         | 作曲 HISASHI                     | 40thシングル「SAY YOUR DREAM」収録 ベストアルバム『rare collectives vol.4』収録                  |
| 2009年6月10日  | Burning Chrome                | 作曲 HISASHI                     | ベストアルバム『THE GREAT VACATION VOL.1 〜SUPER BEST OF GLAY〜』収録                            |
| 2009年6月10日  | Synchronicity                 | 作詞・作曲 HISASHI               | ベストアルバム『THE GREAT VACATION VOL.1 〜SUPER BEST OF GLAY〜』収録                            |
| 2009年10月21日 | Tokyo vice terror             | 作曲 HISASHI                     | ベストアルバム『THE GREAT VACATION VOL.2 〜SUPER BEST OF GLAY〜』収録                            |
| 2009年10月21日 | 1988                          | 作詞・作曲 HISASHI               | ベストアルバム『THE GREAT VACATION VOL.2 〜SUPER BEST OF GLAY〜』収録                            |
| 2010年10月13日 | 風にひとり                    | 作詞・作曲 HISASHI               | 10thアルバム『GLAY』収録                                                                         |
| 2011年10月5日  | everKrack                     | 作詞・作曲 HISASHI               | 43rdシングル「G4・II -THE RED MOON-」収録 12thアルバム『GUILTY』収録                             |
| 2011年12月14日 | カイエ                        | 作曲 HISASHI                     | ミニアルバム『Hope and The Silver Sunrise』収録                                                  |
| 2012年12月5日  | JUSTICE [from] GUILTY         | 作詞TAKURO 作曲 HISASHI          | 46thシングル「JUSTICE [from] GUILTY」収録 11thアルバム『JUSTICE』収録                            |
| 2013年1月23日  | gestalt                       | 作曲 HISASHI                     | 11thアルバム『JUSTICE』収録                                                                      |
| 2014年7月9日   | 黒く塗れ！                    | 作詞・作曲 HISASHI               | 50thシングル「BLEEZE 〜G4・III〜」収録                                                           |
| 2014年11月5日  | 妄想コレクター                | 作曲・作曲 HISASHI               | 13thアルバム『MUSIC LIFE』収録                                                                   |
| 2015年5月25日  | 微熱Ⓐgirlサマー               | 作詞・作曲 HISASHI               | 52ndシングル「HEROES／微熱Ⓐgirlサマー／つづれ織り〜so far and yet so close〜」収録               |
| 2016年1月24日  | 彼女はゾンビ                  | 作詞・作曲 HISASHI               | 53rdシングル「G4・IV」収録                                                                       |
| 2016年8月3日   | デストピア                    | 作詞・作曲 HISASHI               | 54thシングル 「[DEATHTOPIA]」収録                                                                |
| 2016年8月3日   | 超音速デスティニー            | 作詞・作曲 HISASHI               | 54thシングル 「[DEATHTOPIA]」収録                                                                |
| 2019年10月12日 | My name is DATURA             | 作詞・作曲 HISASHI               | 15thアルバム『NO DEMOCRACY』                                                                     |
| 2020年8月12日  | ROCK ACADEMIA                 | 作詞・作曲 HISASHI               | 58thシングル「G4・2020」収録                                                                     |
| 2023年9月27日  | Pianista                      | 作詞・作曲 HISASHI               | EP「HC2023 -episode2- THE GHOST TRACK E.P.」収録                                                 |

## 参加・提供作品
| 発売日         | タイトル                                                                   | アーティスト名                | 備考 | 規格                    |
| -------------- | -------------------------------------------------------------------------- | ----------------------------- | --- | ----------------------- |
| 1996年3月15日  | SPEED BALL                                                                 | D.I.E.                        | 「無為自然」にTAKUROと共にギターで参加。 | CD                      |
| 1996年11月30日 | Mind Drum                                                                  | TOSHI NAGAI                   | 「Inguz」にTERUがドラム、HISASHIがギター、JIROがベースで参加している。                                                                                                  | CD                      |
| 1997年7月21日  | D.O.S.Drum                                                                 | TOSHI NAGAI                   | 「Laissez-moi Tranquille!」にTAKURO、HISASHIがギターで、JIROがベースで参加。                                                                                            | CD                      |
| 1998年4月1日   | FRAGILE                                                                    | D.I.E.                        | 「SUPER HYPER CRAZY WOMAN」にギターで参加。 | CD                      |
| 1999年7月31日  | 明日に架ける橋                                                             | JUNKO                         | 「明日に架ける橋」に、TAKUROがギターとオルガン、HISASHIがギターとサウンド・プロデュース、ミックス、JIROがベース、Toshi Nagaiがドラム、D.I.Eがピアノとキーボードで参加。 | VHS                     |
| 2002年5月9日   | SAKURAドロップス/Letters                                                   | 宇多田ヒカル                  | 「Letters」に、Charと共にアコースティック・ギターで参加。 | CD                      |
| 2005年12月21日 | PARADE〜RESPECTIVE TRACKS OF BUCK-TICK〜                                   | オムニバス                    | 「悪の華」にrallyとして参加。 | CD                      |
| 2006年10月20日 | IN THE MOOD                                                                | 氷室京介                      | 「SAY SOMETHING」にTAKURO、JIRO、Toshi Nagaiと共に演奏で参加。TERUもコーラスで参加している。                                                                            | CD                      |
| 2008年6月11日  | 20th Anniversary ALL SINGLES COMPLETEBEST JUST MOVIN' ON 〜ALL THE-S-HIT〜 | 氷室京介                      | 「Keep the faith」にギターで参加。 | CD                      |
| 2010年10月31日 | 激情／sickbed                                                              | STEALTH                       | 「激情」「EREANOR」にギターで参加。 | CD                      |
| 2010年12月24日 | アルストロメリア                                                           | STEALTH                       | 「激情 -Loud Sonic Electra-」「GREEN WAY」「EREANOR -Completed burst-」「SHADY」にギターで参加。                                                                        | CD                      |
| 2013年4月24日  | ふっとうしようぜ!                                                          | 松雪陽                        | 「ふっとうしようぜ!」にギターで参加。 | CD                      |
| 2016年12月16日 | Affection of Alstromeria                                                   | STEALTH                       | Shibuya O-EASTで行われたライヴにTAKUROと共に参加。 | DVD                     |
| 2014年2月5日   | モノクロームオーバードライブ                                               | 遠藤ゆりか                    | 「モノクロームオーバードライブ」を作詞・作曲・プロデュース。 | CD                      |
| 2014年3月5日   | WHO KiLLED IDOL?                                                           | BiS                           | 「primal.2」にギターで参加。 | CD                      |
| 2014年4月30日  | IMMORTALIS                                                                 | sukekiyo                      | 初回限定生産盤DISC2に収録の「hidden one」をリミックス。 | CD                      |
| 2014年9月3日   | Couleur                                                                    | 日笠陽子                      | 「憂冥」を作詞・作曲。 | CD                      |
| 2015年1月1日   | Brand New...                                                               | 96猫                          | 「Shooting Star feat. HISASHI (GLAY)」にギターで参加。 | CD                      |
| 2015年8月26日  | 恋愛至上主義サマーエブリデイ／どきめきライブ・ラリ                         | 夏の魔物                      | 「恋愛至上主義サマーエブリデイ」にギターで参加。 | CD                      |
| 2015年10月28日 | シューゲイザー                                                             | 藍井エイル                    | 「シューゲイザー」を作詞・作曲。 | CD                      |
| 2015年12月2日  | SILENT PLANET                                                              | TeddyLoid                     | 「Last Teddy Boy feat. HISASHI from GLAY」にギターで参加。 | CD                      |
| 2016年2月3日   | #10                                                                        | FLOW                          | 「Oblivion feat. HISASHI (GLAY)」にギターで参加。 | CD                      |
| 2016年12月16日 | My Dear Alstromeria                                                        | STEALTH                       | Zepp Tokyoで行われたライヴにTAKUROと共に参加。 | DVD                     |
| 2017年3月8日   | 完ペキ主義なセカイにふかんぜんな音楽を♥                                    | バンドじゃないもん!           | 「君はヒーロー」をプロデュース。 | CD                      |
| 2017年9月13日  | D'ERLANGER TRIBUTE ALBUM～Stairway to Heaven～                             | Various Artists               | INORAN×TERU×HISASHIでD'ERLANGERの楽曲「LULLABY」をカバー。 | CD                      |
| 2018年5月9日   | BORN TO BE IDOL / 恋する完全犯罪                                           | バンドじゃないもん!           | 「BORN TO BE IDOL」「恋する完全犯罪」をプロデュース。 | CD                      |
| 2018年6月6日   | hide TRIBUTE IMPULSE                                                       | オムニバス                    | HISASHI × YOW-ROWとして「DOUBT」で参加。 | CD                      |
| 2018年6月27日  | tone.                                                                      | 三森すずこ                    | 「比翼の鳥」を作詞·作曲。 | CD                      |
| 2020年5月8日   | それでも                                                                   | 城田優×TERU&HISASHI from GLAY | ギターで参加 | YouTube、インスタグラム |
| 2020年5月29日  | 僕たちはまだ世界を知らない                                                 | 燦鳥ノム                      | ギターで参加 | YouTube                 |
| 2021年4月21日  | 劇薬 -Dramatic Medicine-                                                   | 緒方恵美                      | 「Never, ever」を作曲・編曲。 | CD                      |

## 人物

### 趣味・嗜好
アニメや漫画・自動車・バイクやパソコンなど、幅広い趣味を持っている。アニメに興味をもったきっかけは、押井守監督作品。
「『うる星やつら』、『劇場版パトレイバー』とか押井監督の作品のDVDはほとんどすべて持っている。メカも出なければ美女も出ない、おじさんが立ち食い屋でボヤいてるだけの話。それがなんて魅力があるんだろう」と評している。2010年には押井と共同制作した短編アニメーション『Je t'aime』の劇中曲としてGLAYの楽曲『Satellite of love』が使用され、「そのときはもうすっごくうれしかったですね」と語っている。
アニソンベスト3として「哀・戦士」（機動戦士ガンダムII 哀・戦士編）「もってけ！セーラーふく」（らき☆すた）「謡I-Making of Cyborg-」（GHOST IN THE SHELL / 攻殻機動隊）を挙げる。好きなアニメは『機動戦士ガンダム』『新世紀エヴァンゲリオン』『涼宮ハルヒの憂鬱』など。『GLAY ARENA TOUR 2007 LOVE IS BEAUTIFUL』では、『涼宮ハルヒの憂鬱』の涼宮ハルヒがプリントされたピックを使用していた。2013年には「別冊カドカワ×GLAY」で杉田智和と対談している。
SIAM SHADEのDAITAとは「同世代のギタリスト」であることに加え、「アニメ好き」ということで交流がある。また、GLAYファンクラブ会報Vol.19では「DAITA君はサンライズ仲間」と語っている。紀里谷和明監督と親交があったことから、『CASSHERN』（2004年）にTAKUROと共にエキストラ（虐殺される民間人役）で出演。この時、間違えて「TAKURO!」と叫んでいるが監督はOKを出した。これに対し、TAKUROは実際に感極まってしまったという。
海外ドラマ『ブレイキング・バッド』、『ウォーキング・デッド』のファンであり、DVDボックスなどにコメントを寄せている。
hideの影響で、当時はまだ黎明期であったインターネットに強い関心を抱き、hideと「初めてのメル友」になった。1995年当時、界隈で伝説とも呼ばれていたアングラサイト「地下道入口」をhideから教えてもらった際は、その内容の過激さから非常に困惑したという。
メディアへの関心が非常に高く、自身のプロデュースライブをネット生中継した他、ニコラジ生中継への出演、『RX-72』のDVD発売記念イベントをUstreamで生中継した。2011年7月30日のファンクラブ限定ライブ「We Love HAPPY SWING」では、ステージ上からウィキペディアを読み上げた。2014年4月にはニコニコ動画にアカウントを開設し、いわゆる「演奏してみた」系動画を投稿し始めている。中でも『らき☆すた』の主題歌『もってけ!セーラーふく』の動画は、同年5月2日の公開からわずか2日で50万再生を超えるほどの話題となった。
2020年代以降、テレビ地上波を中心に多くのバラエティ番組に出演している。これまでに『ダウンタウンDX』や『酒のツマミになる話』『プレバト!!』『チャンスの時間』などに出演している。HISASHIは、お笑いコンビのダウンタウンが好きで「90年代以降、非常にお世話になった」と語っている。ちなみにHISASHIは、松本人志（ダウンタウン）の性加害疑惑が報じられた際に、「僕の個人的な話です。ここからはもう、炎上してもいいです」と前置きしたうえで「ダウンタウンの凄いところというのは、ミュージシャンを”ミュージシャンの神格化”から解いたんですよ。あの2人は。というのは『HEY!HEY!HEY!』です。その前までは、『ザ・ベストテン』『トップテン』のような番組で、トップに上がったミュージシャンがいろいろな事情で番組に来ないと（いうことがしばしばあった）。それをダウンタウンはカジュアル化したんですよ。神格化されるミュージシャンを、意外とミュージシャンって天然なんじゃないか…ということを世間に提示したのがダウンタウンです。これ、何がすごいって、ゼロから1にしたんです、彼らが」「僕はダウンタウン好きです。どうなろうと、というか…やっぱりあの時代…助けられた」と語っている。
HISASHIが開設したYouTubeチャンネルでは、GLAYメンバーを集めて「カタカナ禁止飲み」といった企画を行っている。他には、かまいたちや堤下敦（インパルス）のYouTubeチャンネルにも出演している。

#### 車・バイク
メンバーの中ではもっとも遅くに運転免許を取得している（元メンバーのAKIRA（本名・上島明）が在籍していた当時、運転免許を持っていなかったのはHISASHIとAKIRAの2名だった）。
2021年時点での愛車はマツダRX-7(FD3S)、マツダ・サバンナRX‐7(FC3S)、ランチア・デルタ コルサ9 の3台。
かつての愛車は白のポルシェ・911カレラ4などがあり、車体が白でホイールが黒という点が気に入っていた。
無類の車好きでありグランツーリスモ製作者、ポリフォニー・デジタル社代表取締役である山内一典と対談し、初めての車はランチア・デルタであったことを話した。また、自身が大好きな映画だと語る『バック・トゥ・ザ・フューチャーシリーズ』に登場する劇中車・デロリアン・DMC-12を手に入れようと奮闘したこともある。反面、徳大寺有恒との対談では「デロリアンを手に入れてしまったら、欲しいものがなくなっちゃうんじゃないか」という葛藤も明かしている。
自身のテレビ番組でルノー社の5(サンク)ターボも好きで、専門店まで探しに行ったことを話し、自身の所有するロスマンズカラーのFLY社製ルノー5ターボ ラリー コスタブラバ '85のスロットカーを番組内で披露した。
2023年7月、自身のYoutubeチャンネル「HISASHI_TV」にTOKIをゲストに迎えて生放送した回にて、CB400FOURをTAKUROとTOKIからプレゼントされたことを明かした。

### 他メンバーとの関係
TAKUROとは音楽の嗜好が正反対で、TAKURO曰く「GLAYの中でのライバル」。また、TAKUROは自分が何か提案した時に反論してくれるのがHISASHIであると語っている。また、「彼は短い小節のなかで印象的な音を選ぶのが天才的にうまい。僕も聴いててギターを弾きたくなる」と賞賛している。JIROとは、2人きりになると気まずいムードになってしまうことが多いが決して仲が悪いわけではない。バンド結成から10年近く経ってようやく2人きりで飲みに行ったと語っていた。

## メディア出演
ラジオ
- HISASHI'S CYBER NET CITY FULL METAL MIX（ - 2008年3月、FM-FUJI、毎週土曜日22:00）

テレビ
- RX-72 〜HISASHI (GLAY) VS 茂木淳一〜（2009年1月25日 - 2020年12月20日、MUSIC ON! TV、毎週金曜日 24:30 - 25:00 土曜日 22:30 - 23:00）
- 人志松本の酒のツマミになる話（2022年9月30日、フジテレビ）[21]
- THEカラオケ★バトル（2022年11月13日、テレビ東京）[22]
- ダウンタウンDX（2023年6月8日、日本テレビ）[23]
- プレバト!!（2024年2月22日、TBS系列・MBS）[24][25]
- 吉田類の酒場放浪記 #1182「4月1日はよいの日 3時間SP 吉田類の酒場放浪記＋町中華で飲ろうぜ」（2024年4月1日、BS-TBS）[26]
- 開運!なんでも鑑定団（2024年5月21日、テレビ東京）[27]
- ヒルナンデス!「￥ジョイグルメウォークin横浜中華街」（2024年10月23日、日本テレビ）[28][29]
- ぽかぽか（2025年4月14日、フジテレビ）[30]
- ガリベンガーV（2025年4月16日、テレビ朝日）[31]
- 家、ついて行ってイイですか?（2025年4月20日、テレビ東京）[32]

配信番組
- チャンスの時間 #264「第3回大パチンコ大会！拡大SP！芸人×アーティスト×モデルの三巴!!」（2024年4月7日、ABEMA TV）[33][34]

## 書籍
- ありがとう（1997年6月、シンコーミュージック ISBN 978-4-4016-1581-0）

音楽雑誌「GiGS」で連載されていたコラムの書籍化。書籍化にあたり、ギター・機材のコレクションやインタビュー、撮りおろし写真が加えられた。独特のHISASHI節が満載の1冊となっている。